# Liste des championnes du monde poids coqs de boxe anglaise
La liste des championnes du monde poids coqs de boxe anglaise regroupe les championnes du monde de boxe anglaise de la catégorie des poids coqs reconnues par les organisations suivantes :
- La WBA (World Boxing Association), fondée en 1921 et succédant à la NBA (National Boxing Association) en 1962,
- La WBC (World Boxing Council), fondée en 1963,
- L'IBF (International Boxing Federation), fondée en 1983,
- La WBO (World Boxing Organization), fondée en 1988.

Mise à jour : 1er décembre 2022

## WBA
Le 26 novembre 2022, Nina Hughes (en), boxeuse de quarante ans passée professionnelle un an plus tôt, crée la surprise en dominant Jamie Mitchell (en), championne en titre, à la décision unanime des trois juges (97-93, 96-94, 96-94).
| Gain du titre    | Perte du titre   | Championne             | Défenses |
| ---------------- | ---------------- | ---------------------- | -------- |
| 28 février 2005  | 2005             | Jackie Nava (en)       | 0        |
| 14 octobre 2006  | 21 juin 2008     | Anita Christensen (en) | 1        |
| 21 juin 2008     | 2008             | Galina Koleva Ivanova  | 0        |
| 19 décembre 2008 | 2010             | Emanuela Pantani       | 0        |
| 16 juillet 2011  | 5 janvier 2013   | Janeth Pérez (ja)      | 3        |
| 5 janvier 2013   | 2015             | Irma García            | 2        |
| 8 mars 2015      | 29 février 2020  | Mayerlin Rivas (en)    | 4        |
| 10 août 2021     | 8 octobre 2021   | Shannon Courtenay (en) | 0        |
| 8 octobre 2021   | 26 novembre 2022 | Jamie Mitchell (en)    | 1        |
| 26 novembre 2022 |                  | Nina Hughes (en)       | 0        |

## WBC
| Gain du titre     | Perte du titre  | Championne                  | Défenses |
| ----------------- | --------------- | --------------------------- | -------- |
| 28 juin 2005      | 7 juin 2006     | Myung Ok Ryu                | 2        |
| 14 octobre 2006   | 2007            | Anita Christensen (en)      | 0        |
| 1er juin 2007     | 2007            | Susana Vázquez (ja)         | 0        |
| 14 septembre 2007 | 21 juin 2008    | Anita Christensen (en)      | 1        |
| 21 juin 2008      | 5 octobre 2009  | Galina Koleva Ivanova       | 2        |
| 5 octobre 2009    | 13 juillet 2012 | Usanakorn Thawilsuhannawang | 2        |
| 13 juillet 2012   | 2014            | Susie Ramadan (en)          | 3        |
| 28 juin 2014      | 30 janvier 2016 | Yazmín Rivas (en)           | 4        |
| 30 janvier 2016   | 1er avril 2017  | Catherine Phiri (en)        | 1        |
| 1er avril 2017    | 31 octobre 2020 | Mariana Juárez (en)         | 9        |
| 31 octobre 2020   |                 | Yulihan Luna (en)           | 2        |

## IBF
| Gain du titre    | Perte du titre | Championne                | Défenses |
| ---------------- | -------------- | ------------------------- | -------- |
| 20 février 2011  | 2011           | Susie Ramadan (en)        | 0        |
| 15 octobre 2011  | 2013           | Yazmín Rivas (en)         | 5        |
| 30 novembre 2013 | 10 mai 2014    | Janeth Pérez              | 0        |
| 10 mai 2014      | 2017           | Carolina Rodríguez        | 3        |
| 3 avril 2017     | 4 août 2017    | Carolina Raquel Duer (en) | 0        |
| 4 août 2017      | 26 mars 2022   | María Cecilia Román (en)  | 5        |
| 26 mars 2022     |                | Ebanie Bridges            | 1        |

## WBO
| Gain du titre     | Perte du titre | Championne                   | Défenses |
| ----------------- | -------------- | ---------------------------- | -------- |
| 18 septembre 2010 | 2012           | Kaliesha West (en)           | 3        |
| 31 mai 2013       | 2013           | Daniela Romina Bermúdez (en) | 0        |
| 26 juillet 2013   | 2015           | Carolina Raquel Duer (en)    | 2        |
| 10 février 2015   | 2015           | Mayra Alejandra Gómez        | 1        |
| 19 octobre 2015   | 2016           | Naoko Fujioka (en)           | 1        |
| 26 novembre 2016  | 2017           | Sabrina Maribel Pérez        | 0        |
| 22 avril 2017     | 2017           | Amanda Serrano               | 0        |
| 20 octobre 2017   | décembre 2020  | Daniela Romina Bermúdez (en) | 5        |
| 25 juin 2021      |                | Dina Thorslund (en)          | 1        |